# 都介野村
都介野村（つげのむら）は奈良県北東部、山辺郡に属していた村。現在は奈良市の東部。

## 歴史
- 1889年（明治22年）4月1日 - 町村制の施行により、山辺郡 藺生村、小山戸村、相河村、南ノ庄村、甲岡村、来迎寺村、友田村、白石村、吐山村、針村が合併し都介野村が成立。
- 1955年（昭和30年）1月1日 - 針ヶ別所村と合併し、都祁村が発足。同日都介野村消滅。

## 交通
- 主要地方道田原本上野線